# Pz.B M.SS.41
Pz.B M.SS.41 là súng trường chống tăng do Tiệp Khắc thiết kế và chế tạo trong thời kỳ bị Đức Quốc xã chiếm đóng. Đây là khẩu súng đầu tiên trên thế giới áp dụng kiểu buồng đạn sau cò được chấp nhận trang bị.

## Lược sử thiết kế
Súng được thiết kế tại và sản xuất tại nhà máy CZ (Thành phố Brno - Tiệp Khắc) khoảng những năm 1940 - 1941, trong thời kỳ bị Đức Quốc xã chiếm đóng. Súng chỉ được sản xuất với số lượng nhỏ trang bị cho lực lượng SS-Vũ trang (Waffen-SS).

## Cơ cấu hoạt động, tính năng kĩ chiến thuật
Pz.B M.SS.41 là súng trường chống tăng cỡ nòng nhỏ, bắn phát một lên đạn thủ công. Máy súng áp dụng kiểu buồng đạn sau cò. Không như các loại súng thông thường khác, súng có khóa nòng cố định và nòng trượt rất đặc biệt. Khóa nòng cố định được đặt bên trong báng, trong khi nòng súng xoay trượt tới lui trên bệ khóa nòng. Xạ thủ xoay tay cầm liền với nòng sang phải lên trên. Nòng xoay ngược chiều kim đồng hồ cùng tay cầm rời khỏi chốt giữ buồng đạn. Khi nòng tách khỏi khóa nòng, xạ thủ đẩy tay cầm về phía trước để nòng trượt về phía trước. Nếu có vỏ đạn đã bắn bên trong súng, nòng di chuyển hết về phía trước làm vỏ đạn thoát khỏi mấu giữ rơi ra ngoài. Trong quá trình xạ thủ kéo nòng về, viên đạn bên trong hộp tiếp đạn được đẩy lên buồng đạn. Khi nòng được kéo về sau hết, xạ thủ xoay tay cầm về vị trí cũ hoàn thành bước lên đạn cho súng, phát bắn đã sẵn sàng.
Khóa nòng cố định nên không cần khoảng trống phía sau như khóa nòng lùi. Kiểu máy lên đạn thủ công làm máy súng rất ngắn. Thiết kế đặc biệt này tận dụng tối đa tính chất gọn của kiểu máy buồng đạn sau cò. Súng rất ngắn so với những súng khác có cùng chiều dài nòng nhưng thiết kế thông thường.
Súng bắn cùng loại đạn xuyên chống tăng chuyên dụng 7.92x94mm với Pz.B.38/39. Cũng như Pz.B.38/39, súng nhanh chóng trở nên lỗi thời cho nhiệm vụ chống tăng cùng với tốc độ phát triển của thiết giáp. Khả năng xuyên của súng có thể tham khảo bảng dưới đây:
| Cự li | X | Góc chạm | X | Khả năng xuyên |
| ----- | - | -------- | - | -------------- |
| 100 m |   | 90 độ    |   | 30 mm          |
| 300 m |   | 90 độ    |   | 20 mm          |

Súng có hai loại hộp tiếp đạn: 5 và 10 viên. Hộp tiếp đạn được lắp vào súng từ bên trái qua cửa móc đạn nghiêng.
Pz.B M.SS.41 có bộ phận tản giật đầu nòng hai cửa chia khí và đệm đế báng súng để giảm sức giật phản hồi lên vai xạ thủ. Tấm tì vai ở đệm đế báng và giá hai chân để tăng độ ổn định khi ngắm bắn.